# Episodi di Una mamma per amica (sesta stagione)
La sesta stagione della serie televisiva Una mamma per amica, composta da 22 episodi, è andata in onda negli Stati Uniti sul canale The WB dal 13 settembre 2005 al 9 maggio 2006.
In Italia è stata trasmessa da Italia 1 dal 7 giugno 2006 al 31 luglio 2006.
È la prima ed unica stagione della serie ad essere completamente andata in onda in prima serata; la stagione è infatti stata trasmessa d'estate all'inizio con tripli episodi settimanali e poi con doppi dal 7 giugno al 31 luglio 2006 con ottimi risultati d'ascolto. L'esperimento è stato in seguito ripetuto l'anno successivo con la settima stagione, ma senza successo.
| nº | Titolo originale                        | Titolo italiano              | Prima TV USA      | Prima TV Italia |
| -- | --------------------------------------- | ---------------------------- | ----------------- | --------------- |
| 1  | New and Improved Lorelai                | Una nuova Lorelai            | 13 settembre 2005 | 7 giugno 2006   |
| 2  | Fight Face                              | Lavori in casa               | 20 settembre 2005 | 7 giugno 2006   |
| 3  | The UnGraduate                          | Lontano da Yale              | 27 settembre 2005 | 7 giugno 2006   |
| 4  | Always a Godmother, Never a God         | La trappola                  | 4 ottobre 2005    | 14 giugno 2006  |
| 5  | We've Got Magic to Do                   | Le Figlie della Rivoluzione  | 11 ottobre 2005   | 14 giugno 2006  |
| 6  | Welcome to the Doll House               | La casa delle bambole        | 18 ottobre 2005   | 14 giugno 2006  |
| 7  | Twenty-One is the Loneliest Number      | Il compleanno di Rory        | 25 ottobre 2005   | 21 giugno 2006  |
| 8  | Let Me Hear Your Balalaikas Ringing Out | Ragazze scatenate            | 8 novembre 2005   | 21 giugno 2006  |
| 9  | The Prodigal Daughter Returns           | Niente segreti               | 15 novembre 2005  | 21 giugno 2006  |
| 10 | He's Slippin' ‘Em Bread…. Dig?          | L'eredità                    | 22 novembre 2005  | 28 giugno 2006  |
| 11 | The Perfect Dress                       | L'abito perfetto             | 10 gennaio 2006   | 28 giugno 2006  |
| 12 | Just Like Gwen and Gavin                | Carnevale in città           | 17 gennaio 2006   | 28 giugno 2006  |
| 13 | Friday Night's Alright for Fighting     | Di nuovo a cena il venerdì   | 31 gennaio 2006   | 5 luglio 2006   |
| 14 | You've Been Gilmored                    | Il grande passo              | 7 febbraio 2006   | 5 luglio 2006   |
| 15 | A Vineyard Valentine                    | San Valentino per quattro    | 14 febbraio 2006  | 10 luglio 2006  |
| 16 | Bridesmaids Revisited                   | La battaglia dell'oca        | 28 febbraio 2006  | 10 luglio 2006  |
| 17 | I'm OK, You're OK                       | Un continuo trasloco         | 4 aprile 2006     | 17 luglio 2006  |
| 18 | The Real Paul Anka                      | Una vacanza studio           | 11 aprile 2006    | 17 luglio 2006  |
| 19 | I Get A Sidekick Out of You             | Un vestito da sposa per Lane | 18 aprile 2006    | 24 luglio 2006  |
| 20 | Super Cool Party People                 | Festa di compleanno          | 25 aprile 2006    | 24 luglio 2006  |
| 21 | Driving Miss Gilmore                    | A spasso con Emily           | 2 maggio 2006     | 31 luglio 2006  |
| 22 | Partings                                | Separazioni                  | 9 maggio 2006     | 31 luglio 2006  |

## Una nuova Lorelai
- Titolo originale: New and Improved Lorelai
- Diretto da: Amy Sherman-Palladino
- Scritto da: Amy Sherman-Palladino

### Trama
Luke e Lorelai festeggiano per il fidanzamento. Rory si trasferisce a vivere dai nonni per un po’ e viene condannata a 300 ore di lavori socialmente utili per il furto dello yacht. Luke compra a Lorelai un anello di fidanzamento. Lorelai decide di lasciare che sua figlia capisca da sola lo sbaglio che sta commettendo e quindi soffre in silenzio e di nascosto da tutti, ma si allontana sia da Rory che dai genitori perché si sente tradita. Porta tutta la roba di Rory da suoi genitori dicendo loro che hanno vinto e che adesso con Rory avranno la figlia che non hanno mai avuto, anche se loro in realtà loro vogliono solo raggiungere lo stesso obiettivo di Lorelai con Rory, ma semplicemente hanno scelto di fare quello che ritenevano giusto, ossia non muro contro muro, ma di starle comunque vicino in attesa che Rory si renda conto che sta sbagliando.

## Lavori in casa
- Titolo originale: Fight Face
- Diretto da: Daniel Palladino
- Scritto da: Daniel Palladino

### Trama
Luke e Lorelai decidono di non comprare la nuova casa, ma di fare dei lavori a quella di Lorelai e vivere lì. Lorelai prende un cane che chiamerà Paul Anka anche se Luke non è d'accordo perché non gli piacciono i cani. Rory viene a sapere del fidanzamento della madre con Luke da lui, che se lo lascia sfuggire una sera in cui lei va alla tavola calda. Lorelai, guidando, vede Rory sul ciglio della strada che sta lavorando e si ferma a parlare con la figlia, ma le due hanno un confronto acceso dove entrambe dicono che sono ferite per il comportamento dell'altra.

## Lontano da Yale
- Titolo originale: The UnGraduate
- Diretto da: Michael Zinberg
- Scritto da: David S. Rosenthal

### Trama
Rory sembra aver trovato un equilibrio e completa le sue prime 125 ore di servizio civile, mentre Paris, che va a pranzo con Lorelai due volte a settimana al Dragonfly, terrorizza tutto il personale. Lane e la band terminano la loro prima tournée. La casa di Lorelai viene ristrutturata. Paul Anka affidato a Luke per una notte e, dopo che ha mangiato della cioccolata, Luke è costretto a portarlo da un veterinario. Lorelai dice a Luke che fisseranno la data delle nozze solo quando si sarà sistemata la situazione con Rory, mentre quest'ultima diventa un membro delle Figlie della Rivoluzione Americana, un club di cui è presidentessa Emily.
- Nota. Da questa puntata, il personaggio di Rory inizia ad essere temporaneamente doppiato da Federica De Bortoli.

## La trappola
- Titolo originale: Always a Godmother, Never a God
- Diretto da: Robert Berlinger
- Scritto da: Rebecca Kirshner

### Trama
La madre di Jackson costringe Sookie a battezzare i suoi due figli, Davey e Martha, e per l'occasione la famiglia di Jackson alloggia al Dragonfly. Lorelai e Rory sono le due madrine e sono così costrette ad incontrarsi di nuovo. Lorelai si arrabbia con Rory che non le aveva dato nemmeno il suo numero di telefono. Alla fine della puntata, Rory e Logan decidono di passare un weekend a New York dopo che quest’ultimo ha ricevuto da Mitchum la notizia che, una volta laureato a fine anno, inizierà ad essere introdotto nell’impero degli Huntzberger.

## Le Figlie della Rivoluzione
- Titolo originale: We've Got Magic to Do
- Diretto da: Michael Zinberg
- Scritto da: Daniel Palladino

### Trama
Rory diventa organizzatrice per un evento dell'associazione delle Figlie della Rivoluzione. La locanda di Lorelai subisce dei lievi danni a causa di un incendio, quindi Lorelai chiama il padre per un aiuto, ma i due litigano su Rory e gli Huntzberger. In un confronto tra Mitchum e Richard, quest'ultimo riceve la conferma che Lorelai aveva ragione su come Rory era stata trattata quella sera a cena: quando lui ed Emily scoprono che gli Huntzberger vogliono ostacolare la relazione fra Rory e loro figlio e che la decisione di Rory di non andare più all'università è stata davvero causata dalle parole di Mitchum e si infuriano molto.

## La casa delle bambole
- Titolo originale: Welcome to the Doll House
- Diretto da: Jackson Douglas
- Scritto da: Keith Eisner

### Trama
Taylor vuole cambiare i nomi delle vie di Stars Hollow, ripristinando quelli dell'epoca della fondazione della comunità e Lorelai è d'accordo, coinvolgendo tutti, ma se ne pente subito: il vecchio nome della strada dove sorge la locanda è "Via delle vesciche e dei brufoli" che non solo è orrendo ma potrebbe anche allontanare i clienti. Logan regala una borsa Birkin a Rory, con grande invidia ed entusiasmo di Emily. Rory dice per la prima volta a Logan di amarlo, mentre lui ancora non lo fa perché la ritiene diversa rispetto alle altre ragazze a cui l'ha detto e non lo pensava davvero, quindi vuole farlo solo quando sarà davvero sicuro. Emily sistema casa e vuole che Lorelai vada a prendere la sua vecchia casa delle bambole, ma nel finale sarà lo stesso Richard a riportargliela a Stars Hollow per parlare di Rory.

## Il compleanno di Rory
- Titolo originale: Twenty-One is the Loneliest Number
- Diretto da: Robert Berlinger
- Scritto da: Amy Sherman-Palladino

### Trama
Rory e Lorelai non sono felici perché per il 21º compleanno di Rory dovevano festeggiare in modo particolare. Da sempre legate, avevano pianificato una giornata indimenticabile, ma a causa del loro litigio non lo possono festeggiare insieme. Emily e Richard scoprono che Rory e Logan fanno sesso, quindi per ovviare a questa situazione trasferiscono tutte le cose di Rory nella casa principale con una scusa, per poterla tenere d'occhio. Emily dà una festa per il compleanno di Rory ed invita anche la madre, che però ormai si sente fuori posto nella vita della figlia.

## Ragazze scatenate
- Titolo originale: Let Me Hear Your Balalaikas Ringing Out
- Diretto da: Kenny Ortega
- Scritto da: Daniel Palladino

### Trama
Luke accetta di sponsorizzare la squadra di calcio delle bambine della scuola media di Stars Hollow, mentre Lorelai non riesce a scegliere il colore da usare per dipingere la casa ed è anche preoccupata per il cane che non sta bene. Jess torna nel Connecticut e ne approfitta per mostrare i suoi cambiamenti a Rory: adesso lavora in una casa editrice e ha scritto un libro. All’arrivo di Logan, l'incontro si trasformerà in una serata a tre molto tesa, che farà riflettere Rory sulla scelta di abbandonare l'università e causerà anche un grosso litigio tra i due fidanzati che si concluderà con quella che sembra essere una rottura.

## Niente segreti
- Titolo originale: The Prodigal Daughter Returns
- Diretto da: Amy Sherman-Palladino
- Scritto da: Amy Sherman-Palladino

### Trama
Rory con perseveranza ottiene di nuovo un lavoro, anche se molto umile, al giornale di Mitchum senza il suo sostegno e in seguito decide di tornare a Yale, poi va a Stars Hollow e fa pace con la madre, ritrasferendosi a casa. Luke riceve l'inaspettata visita dell'undicenne April: la bambina, dopo una frettolosa spiegazione su un compito scolastico, strappa un capello a Luke dicendo che le serve per un test del DNA e scappa via. Grazie a questo, Luke scopre che la bambina è sua figlia anche se lui ne ignorava completamente l'esistenza, rimanendo sconvolto.

## L'eredità
- Titolo originale: He's Slippin' ‘Em Bread…. Dig?
- Diretto da: Kenny Ortega
- Scritto da: Daniel Palladino

### Trama
Christopher offre di dividere una recente eredità con Lorelai e Rory, che quindi chiede al padre di pagarle le rette a Yale per non dipendere più dai nonni e lui, siccome non ha potuto esserci per lei per tanto tempo, ne è felicissimo. Luke non riesce a dire a Lorelai di aver scoperto che ha una figlia e non sa come comportarsi. Zach fa una sfuriata di gelosia durante un importante concerto della band con una casa discografica perché Brian ha scritto una canzone intitolata “Lane” e dice a Lane che in una band non ci dovrebbero essere rapporti sentimentali. Honor chiama Rory perché Logan le ha detto che si sono lasciati: Rory rimane turbata perché in realtà non aveva mai chiarito con lui dopo la serata con Jess, pensando che lo stato della loro storia fosse in sospeso, mentre a quanto pare Logan ha tratto un’altra conclusione.

## L'abito perfetto
- Titolo originale: The Perfect Dress
- Diretto da: Jamie Babbit
- Scritto da: Amy Sherman-Palladino

### Trama
Lorelai non sa niente di un matrimonio né come lo vorrebbe, quindi inizia ad andare in giro per negozi insieme a Sookie quando casualmente capitano di fronte a uno che vende abiti da sposa, entrano e lì Lorelai scopre l'abito perfetto, se ne innamora e lo compra. Il resto dei preparativi riescono a terminarli in una sola giornata. Lorelai felice va da Luke e gli racconta tutto, mentre lui è ancora giù di morale per aver appena scoperto di avere una figlia e incontra anche la madre per dirle che vuole conoscerla di più. Rory torna a Yale e va a vivere nell'appartamento di Paris e Doyle. Inoltre, la ragazza incontra Logan, che vorrebbe riappacificarsi con lei e tornare insieme, arrivando anche a dirle per la prima volta che la ama, ma lei non ne vuole sapere, anche se è ancora molto coinvolta da lui. Luke vorrebbe dire a Lorelai della figlia, ma non ci riesce quando la vede a casa in abito da sposa.

## Carnevale in città
- Titolo originale: Just Like Gwen and Gavin
- Diretto da: Steve Clancy
- Scritto da: Daniel Palladino

### Trama
Taylor finge di non poter essere disponibile per il Carnevale d'Inverno a Stars Hallow e si accorge che può essere organizzato benissimo senza il suo aiuto. Paris scopre di essere temuta dai suoi colleghi al giornale di Yale come una dittatrice. Logan cerca in tutti i modi di conquistare Rory senza alcun risultato, così si gioca il tutto per tutto e si reca a Stars Hollow da Lorelai per chiedere il suo aiuto: la donna scrive una lettera alla figlia dove parla di Logan, che la porta Rory perché la legga e, grazie a quella, la ragazza si addolcisce e ha un’apertura verso di lui. Lorelai incontra per caso April, scopre che è la figlia di Luke e ne rimane sconvolta. I due decidono infine di posticipare le nozze visto il trambusto derivato da questa novità.

## Di nuovo a cena il venerdì
- Titolo originale: Friday Night's Alright for Fighting
- Diretto da: Kenny Ortega
- Scritto da: Amy Sherman-Palladino

### Trama
Rory finalmente accetta di uscire con Logan. Lorelai confessa ai suoi genitori che non pagheranno più la retta di Yale di Rory, ora coperta da Christopher, e questo li fa arrabbiare. Dopo una serata di litigi e chiarimenti reciproci, la famiglia Gilmore unita finalmente raggiunge nuovamente un equilibrio e le cene del venerdì sera vengono ripristinate. Logan aiuta Rory al giornale, che era sul punto di non uscire a causa di Paris che aveva spinto praticamente tutto lo staff a licenziarsi per i suoi modi di fare, e questo rinsalda il loro legame: alla fine i due si baciano e fanno la loro cena romantica, che doveva essere quella stessa sera, in redazione. Luke cerca di instaurare un rapporto con sua figlia April, causando un po' di turbamento in Lorelai che non si sente coinvolta.

## Il grande passo
- Titolo originale: You've Been Gilmored
- Diretto da: Steve Clancy
- Scritto da: Jordon Nardino

### Trama
Luke partecipa ad una cena del venerdì sera con Lorelai e i suoi genitori. Rory fa fare a Christopher una visita a Yale, dove conoscerà anche Logan. Paris viene estromessa dal giornale e Rory viene eletta come nuovo caporedattore causando la rottura dell’amicizia fra lei e Paris, che, sentitasi tradita, la caccia fuori di casa, così Rory è costretta a trovare un alloggio: Logan le chiede di andare a vivere con lui e Rory, seppur un po’ titubante vista l’importanza di questo passo, accetta felice e i due iniziano dunque a convivere.

## San Valentino in quattro
- Titolo originale: A Vineyard Valentine
- Diretto da: Daniel Palladino
- Scritto da: Daniel Palladino

### Trama
Lorelai e Luke passano il weekend di San Valentino insieme a Rory e Logan in una delle proprietà del ragazzo. La breve vacanza però non si conclude allegramente quando il padre di Logan arriva e mette il ragazzo su un aereo per Londra facendogli una scenata davanti a tutti. Lorelai si accorge da alcune telefonate di un articolo su un giornale che annuncia la data del suo matrimonio, mentre inizia ad essere frustrata per la situazione di incertezza venutasi a creare con Luke, sempre più distante e distratto dall’arrivo di April nella sua vita.
- Nota. In questa puntata, il personaggio di Rory torna a essere doppiato da Myriam Catania.

## La battaglia dell'oca
- Titolo originale: Bridesmaids Revisited
- Diretto da: Linda Mendoza
- Scritto da: Rebecca Kirshner

### Trama
Lorelai fa da baby-sitter alla bambina di Christopher e scopre quanto sia maleducata e disobbediente, poi discute con lui sul ruolo di genitori e sul dover imporre le regole e alla fine anche Christopher capisce che lei ha ragione. Lane tiene ancora il muso a Zach, ma lui le chiede di sposarlo e si rimettono insieme. Rory partecipa al matrimonio della sorella di Logan e viene a sapere che durante la loro separazione lui era andato a letto con due ragazze, quindi rompe con lui e e decide di tornare a stare da Paris, che a sua volta ha lasciato Doyle.

## Un continuo trasloco
- Titolo originale: I'm OK, You're OK
- Diretto da: Lee Shallat Chemel
- Scritto da: Keith Eisner

### Trama
L’episodio inizia esattamente nel momento in cui si era concluso in precedente: Rory è andata da Paris a chiedere di poter tornare a vivere con lei, ma quando Logan si presenta supplicandola di perdonarlo poiché quanto ha scoperto è avvenuto nel momento in cui si erano lasciati ed è solo lei che ama, Rory decide di dargli una seconda possibilità e tornare a casa con lui. Nello stesso momento arriva anche Doyle e lui e Paris si riappacificano a loro volta. Nei giorni successivi, Rory vuole passare del tempo da sola per riflettere e fa ritorno a Stars Hollow. Qui Luke si prepara a partire insieme ad April per una gita scolastica a Philadelphia e Lorelai non la prende molto bene. Rory, nonostante Lorelai la preghi di non impicciarsi, va a conoscere la madre di April al suo negozio. Zach e la signora Kim scrivono una hit per la band di Lane e sua madre approva il loro matrimonio.

## Una vacanza studio
- Titolo originale: The Real Paul Anka
- Diretto da: Daniel Palladino
- Scritto da: Daniel Palladino

### Trama
Luke va a Philadelphia con April e la sua scuola. In tale occasione, va a trovare il nipote Jess mentre lavora nella sua casa editrice. Logan sente che Rory non l’ha ancora perdonato, così decide di andare a fare un ultimo viaggio con gli amici della Brigata e la ragazza lo lascia andare. Rory riceve un invito da parte di Jess a Philadelphia per assistere all'apertura della casa editrice in cui ha iniziato a lavorare: la ragazza decide di andare e lì incontra April e Luke. Jess si riavvicina a Rory e la bacia, credendola ormai separata da Logan, ma lei si tira indietro subito perché, nonostante tutto, ormai è lui che ama: lei e Jess, così, si salutano definitivamente. Lorelai è afflitta dal mistero dei suoi genitori, che, alla ricerca di una nuova casa, pare si vogliano stabilire a Stars Hollow.

## Un vestito da sposa per Lane
- Titolo originale: I Get A Sidekick Out of You
- Diretto da: Amy Sherman-Palladino
- Scritto da: Amy Sherman-Palladino

### Trama
Lane si sposa con Zach con due cerimonie, una Avventista e l'altra Buddhista per sua nonna venuta appositamente per lei dalla Corea. Christopher accetta di fare da accompagnatore a Lorelai alla festa del matrimonio perché Luke è ancora fuori con la figlia April. Lorelai si rende conto che lei potrebbe non trovarsi mai nei panni di Lane e durante un brindisi, ubriaca, rivela a tutti che pensa che lei non si sposerà mai: Christopher la porta a casa e si prende cura di lei mentre smaltisce la sbronza. Intanto, Rory riceve una telefonata che la informa che Logan ha avuto un incidente mentre era in Costa Rica con i ragazzi della Brigata, così corre da lui in ospedale.

## Festa di compleanno
- Titolo originale: Super Cool Party People
- Diretto da: Ken Whittingham
- Scritto da: David S. Rosenthal

### Trama
Rory arriva in ospedale da Logan e prova immediatamente sensi di colpa per averlo lasciato andare: quando il ragazzo finalmente si rimette, i due hanno un chiarimento definitivo e decidono di ricominciare per davvero. Nel frattempo, Luke decide di organizzare una festa per il compleanno di April al locale e Lorelai, desiderosa di risolvere i loro problemi di coppia, si offre come aiuto, ma lui glielo impedisce dicendole che se April la conoscesse, la preferirebbe subito a lui, visto quanto è estroversa e socievole. Quando però la festa si rivela un mortorio, Luke chiama in suo soccorso Lorelai, che interviene e trasforma la giornata in qualcosa di memorabile. Anna, la madre di April, viene però a sapere che una donna a lei sconosciuta si è occupata della festa e va su tutte le furie: Lorelai decide dunque di parlare con Anna, la quale le dice che finché lei e Luke non saranno sposati, non può permetterle di frequentare sua figlia perché April potrebbe affezionarsi a una persona non stabile sentimentalmente con Luke.

## A spasso con Emily
- Titolo originale: Driving Miss Gilmore
- Diretto da: Jamie Babbit
- Scritto da: Amy Sherman-Palladino e Daniel Palladino

### Trama
Logan torna a casa dall'ospedale e Paris e Doyle si prendono cura di lui per conto di Rory, che intanto scopre un'intervista di Mitchum su un importante giornale dove sembra prendersi il merito dei suoi recenti successi per essere stato lui ad averle offerto per primo quel tirocinio. Luke aiuta la sorella Liz e il cognato T.J. ad affrontare la notizia dell’arrivo di un figlio. Lorelai, che si sente sempre più distante da Luke, cerca di evitarlo. Emily si fa operare gli occhi e rimane temporaneamente senza vista: questo obbligherà Lorelai ad occuparsi di lei per una giornata. La figlia verrà a scoprire che Emily e Richard hanno intenzione di comprare una casa come regalo di nozze per l'unione fra lei e Luke, ma Lorelai di fronte a questo crolla e ammette a se stessa e a sua madre che crede che il matrimonio non ci sarà.

## Separazioni
- Titolo originale: Partings
- Diretto da: Amy Sherman-Palladino
- Scritto da: Amy Sherman-Palladino e Daniel Palladino

### Trama
Logan si laurea e parte per andare a lavorare a Londra, secondo gli ordini del padre: il distacco per lui e Rory, ormai finalmente giunti alla stabilità nella loro storia, è difficile, ma la relazione, seppur a distanza, continuerà. A finire davvero invece è la relazione fra Luke e Lorelai: lei, stanca di aspettare e rimandare, gli chiede di sposarla subito o mai più, ma Luke le dice di no perché deve occuparsi della figlia. Così Lorelai, in cerca di conforto, va a casa di Christopher, passa la serata con lui e poi vanno a letto insieme: Lorelai si sveglia la mattina dopo abbracciata a Christopher in camera di lui.